# Юго-Западное кладбище
Юго-Западное кладбище — кладбище находится в Юго-Западном жилом районе Воронежа.
Общая площадь погоста составляет 110 га.
Рядом с главным входом на некрополь располагается действующая церковь Михаила Архангела. В нём проводятся отпевания и поминальные службы.
На кладбище похоронены известные деятели культуры и искусства Воронежа, а также участники Великой Отечественной войны, удостоенные званий Героев Советского Союза.
На Юго-Западном кладбище не предоставляются участки для новых захоронений. Погребения здесь производятся в имеющиеся семейные и родственные могилы. Захоронения гробом совершаются в пределах существующих оград.
Свою историю некрополь отсчитывает с 1971 года. 
Деревянный двухкупольный храм Михаила Архангела был возведён в 2008 году. 